# Ernesto Zedillo
Ernesto Zedillo Ponce de León (Città del Messico, 27 dicembre 1951) è un politico messicano. È stato il 54º Presidente del Messico dal 1º dicembre 1994 al 30 novembre 2000.
Durante la sua presidenza, ha affrontato una delle peggiori crisi economiche della storia del Messico, iniziata solo poche settimane dopo il suo insediamento.  Prese le distanze dal suo predecessore Carlos Salinas de Gortari, incolpando la sua amministrazione per la crisi (sebbene lo stesso presidente Zedillo non deviasse dalle politiche neoliberiste dei suoi due predecessori),  e supervisionò l'arresto di suo fratello Raúl Salinas de Gortari. La sua amministrazione fu anche segnata, tra le altre cose, da nuovi scontri con l'EZLN e l'EPR; la controversa implementazione di Fobaproa per salvare il sistema bancario nazionale;  una riforma politica che permise ai residenti del Distretto Federale (Città del Messico) di eleggere il proprio sindaco; e i massacri di Aguas Blancas e Acteal perpetrati dalle forze statali.

## Biografia
Iscritto al Partito Rivoluzionario Istituzionale dal 1971, si laureò in economia all'Università di Yale, lavorando successivamente per la Banca centrale messicana, per poi darsi alla politica: fu infatti viceministro (1987 - 1988), ministro della Programmazione e del Bilancio (1988 - 1992) e ministro della Pubblica Istruzione (1992 - 1993).
Candidato ufficiale del partito alle elezioni presidenziali del 1994, dopo l'assassinio, il 23 marzo di quell'anno, di Luis Donaldo Colosio, candidato del P.R.I., Ernesto Zedillo venne eletto presidente del Messico dopo elezioni molto contrastate, insediandosi il 1º dicembre 1994. L'inizio della sua presidenza coincise con l'entrata in vigore del Nafta, l'accordo economico e commerciale con gli Stati Uniti siglato dal suo predecessore Carlos Salinas, che aprì l'economia messicana alle merci statunitensi, mentre al contempo si acuirono le tensioni di frontiera con Washington per l'immigrazione clandestina verso gli States.
Intanto, sempre in gennaio, scoppiò l'insurrezione "zapatista" degli indios nello Stato del Chiapas, capeggiata dal Subcomandante Marcos, a causa delle condizioni di miseria e analfabetismo in cui viveva la popolazione indigena. Verso gli insorti, il presidente alternò misure repressive a periodi di dialogo, non riuscendo tuttavia a promuovere un piano di pacificazione nazionale, mentre all'orizzonte si profilava, nel 1995, una pesante crisi finanziaria che mise in discussione la politica di risanamento economico varata dal Fondo Monetario Internazionale, a cui il Messico aveva aderito.
Zedillo, per combattere la crisi, varò numerosi provvedimenti economici di austerità molto impopolari, riuscendo a evitare la catastrofe economica nazionale, sia pure grazie all'intervento di massicci interventi finanziari americani. Allo stesso tempo varò delle riforme per allentare la presa del suo stesso partito sulla vita politica del Paese, monopolizzata da oltre sessanta anni, istituendo un Istituto Federale Elettorale che ha il compito di realizzare le elezioni, prima organizzate dal governo; questa mossa ha permesso, alle elezioni presidenziali del 2000, la vittoria dei conservatori del Partito Azione Nazionale, il cui candidato Vicente Fox è diventato presidente della Repubblica.